# Medina-Moschee (Sheffield)

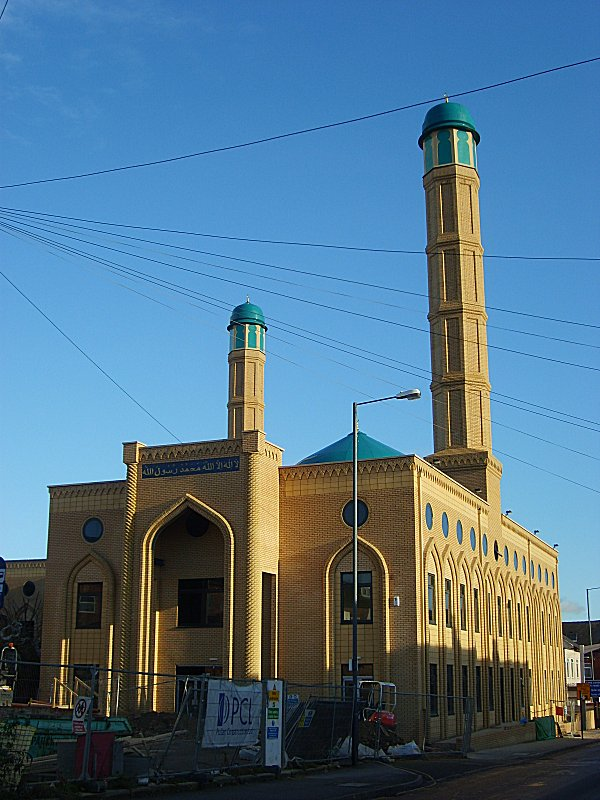
Medina-Moschee

Die Medina-Moschee (englisch Medina Mosque) oder Madina Masjid befindet sich in der Wolseley Road in der englischen Stadt Sheffield. Nach einigen Problemen bei der Finanzierung wurde der Bau im September 2004 begonnen; das Projekt wurde schließlich im Oktober 2006 fertiggestellt. Die Nutzer der Moschee brachten durch freiwillige Spenden mehrere Millionen Pfund auf, um die Moschee und das Islamische Zentrum, welches 19 Räume, zwei große Hallen, eine Bibliothek und eine Tagesstätte umfasst, zu finanzieren. Die Kosten werden bei fünf Millionen Pfund geschätzt. Die Moschee kann bis zu 2300 Gläubige aufnehmen.
Die Moschee wird von der sufistischen Barelvi-Bewegung betrieben.